# Името
„Името“ (на френски: Le Prénom) е френско-белгийски филм от 2012 година, комедия на режисьорите Александр дьо Ла Пателиер и Матийо Дьолапорт по техен сценарий, базиран на едноименната им пиеса.
В центъра на сюжета са група близки приятели и роднини от средната класа, един от които си прави шега, обявявайки, че ще кръсти детето което очаква Адолф, след което цялата група постепенно навлиза в спорове и взаимни нападки. Главните роли се изпълняват от Патрик Брюел, Валери Бенгиги, Шарл Берлен, Гийом дьо Тонкедек, Жудит Ел Зейн.
За участието си в „Името“ Бенгиги и Дьо Тонкедек получават награди „Сезар“ за поддържаща женска и мъжка роля, а филмът е номиниран за още 3 награди „Сезар“, включително за най-добър филм.